# Mōri Mototoshi

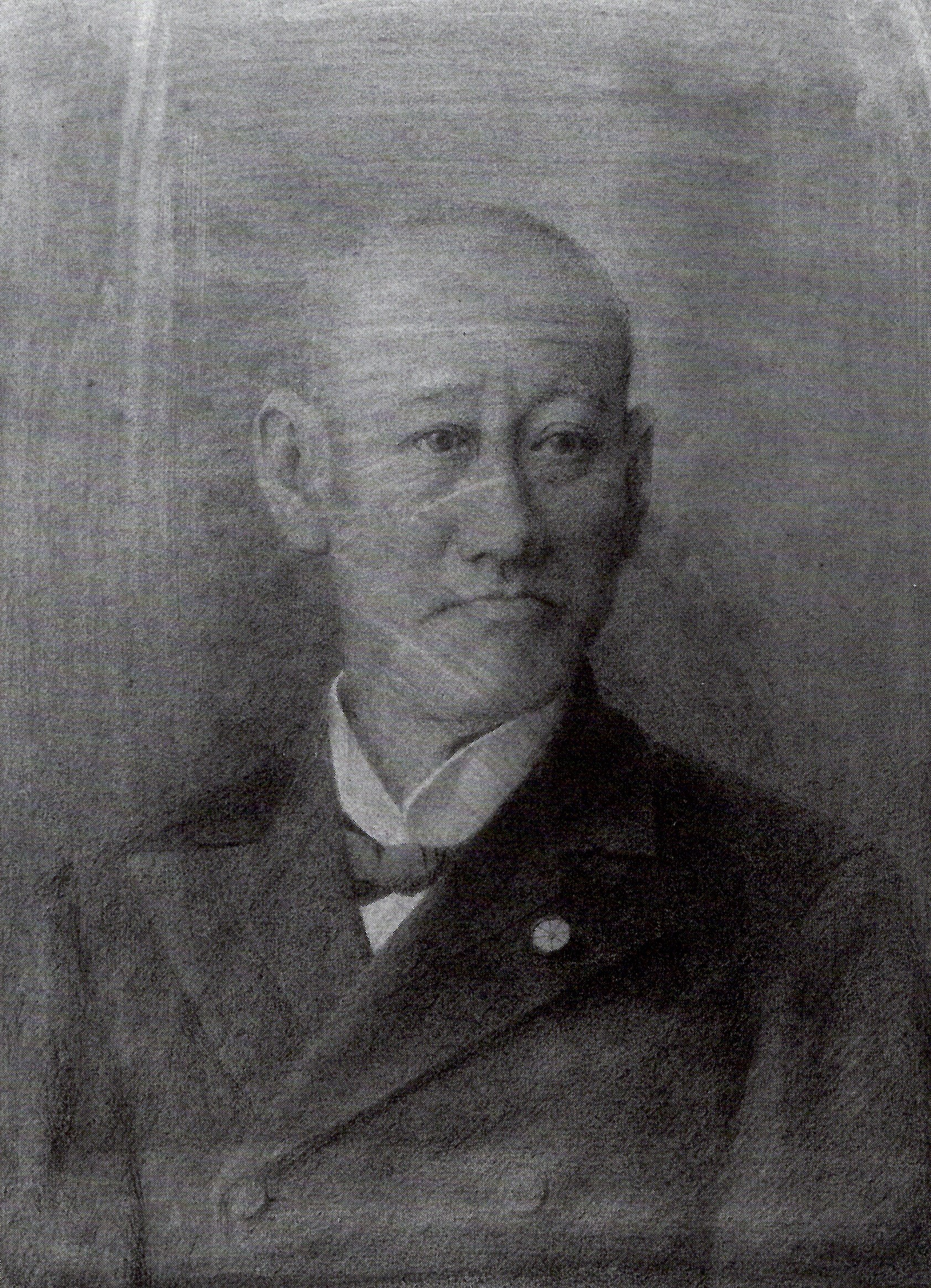
Mōri Mototoshi

Mōri Mototoshi (japanisch 毛利 元敏; geboren 22. Juni 1849 in Hagi (Provinz Nagato); gestorben 2. April 1908 in Chōfu (Shimonoseki)) war ein japanischer Daimyō und Oberhaupt des Mōri-Klans.

## Leben und Wirken
Mōri Mototoshi war der sechste Sohn des Mōri Motoyuki (毛利 元運; 1818–1852), 12. Fürst des Mōri-Klans. Er folgte seinem älteren Bruder Mōri Motochika (毛利 元周) und wurde am 5. März 1868 14. Fürst des Mōri-Klans von  Nagato. Nach der Meiji-Restauration nannte er seinen Han Toyoura-han (豊浦藩), bevor er in der Präfektur Yamaguchi aufging.
1871 schloss sich Mōri, zusammen mit seinen Kollegen vom Hofadel und Schwertadel, Iwakura Tomotsuna (1841–1923), dem Adoptivsohn Iwakuras, sowie Ōkubo Hikonoshin (1830–1878), Makino Nobuaki (1861–1949), Yamagata Isaburō (1858–1927), Nabeshima Naohiro (1846–1921), Maeda Toshitsugu (1858–1900), Maeda Toshiatsu (1858–1921), Kuroda Nagatomo (1839–1902), Torii Tadafumi (1847–1914) Ōmura Sumihiro (1830–1882) u. a. zum Erwerb von Auslandskenntnissen der Iwakura-Mission an, mit der er in die USA gelangte.
1884 wurde Mōri zum Viscount ernannt.